# MAN Lion's Classic
MAN Lion's Classic är en buss med högt golv som tillverkas av MAN SE sedan 2000.
Den finns både som normallång buss (cirka 12 meter lång) (SL-varianterna) och som 18-meters ledbuss (SG-varianterna).
S står för solobus, L står för linienbus (linjebuss) och G står för gelenkbus (ledbuss) i modellbeteckningarna.
MAN Lion's Classic delar en hel del teknik med de tidiga lågentréversionerna av MAN Lion's City (A78), bland annat är karosserna snarlika på dessa versioner med undantag för olika höjd på fönsterlinjen på sidan och chassina är även likartade i de bakre delarna av bussarna oavsett årgång.
MAN Lion's Classic har i huvudsak sålts i östra Europa och västra Asien och tillverkas i Ankara, Turkiet. Den har aldrig sålts i Sverige eller i Norden.

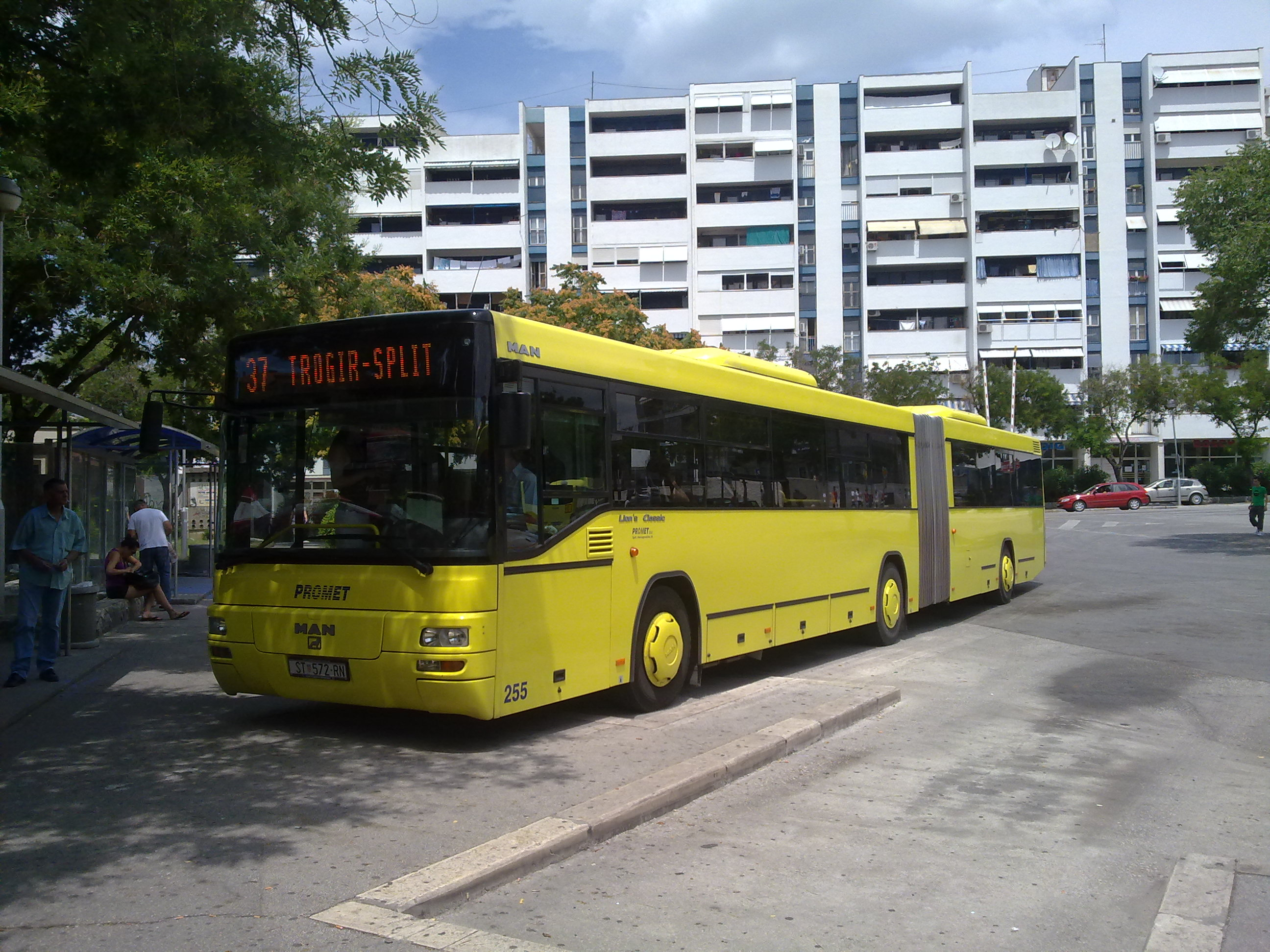
MAN Lion's Classic som ledbuss